# Partito Democratico del Kosovo
Il Partito Democratico del Kosovo (in albanese: Partia Demokratike e Kosovës - PDK) è un partito politico kosovaro di orientamento social-liberale fondato nel 1999 dalla componente politica dell'Ushtria Çlirimtare e Kosovës; inizialmente designato come Partito per il Progresso Democratico del Kosovo (PPDK), ha assunto la denominazione anzidetta nel 2000.
Sebbene all'inizio le idee del PDK fossero social-democratiche, dal gennaio 2013 il partito ha deciso di schierarsi nel centro-destra sposando posizioni europeiste e liberali. Da quel momento, il PDK è diventato il maggior partito del centrodestra kosovaro.

## Storia
Alle elezioni parlamentari del 2004 il partito ha ottenuto il 28,9% dei voti e 30 seggi all'Assemblea del Kosovo.
Alle elezioni parlamentari del 2007 raggiunse il 35% dei voti; Hashim Thaçi dichiarò la vittoria del PDK ed iniziò il suo cammino verso la dichiarazione di indipendenza. Thaçi formò una coalizione con il partito dell'attuale Presidente Fatmir Sejdiu, la Lega Democratica del Kosovo, che arrivò secondo con il 22% dei voti. L'affluenza al voto fu bassa anche a causa del boicottaggio delle elezioni da parte dei serbi.

## Risultati elettorali
| Elezione          | Voti    | Seggi    |
| ----------------- | ------- | -------- |
| Parlamentari 2010 | 224 339 | 34 / 120 |
| Parlamentari 2014 | 222 181 | 37 / 120 |
| Parlamentari 2017 | 245 627 | 39 / 120 |
| Parlamentari 2019 | 178 637 | 24 / 120 |
| Parlamentari 2021 | 137 722 | 20 / 120 |